# Trabada (Lugo)
Trabada ist eine spanische Gemeinde (Concello) mit 1.083 Einwohnern (Stand: 2024) in der Provinz Lugo der Autonomen Gemeinschaft Galicien.

## Geografie
Trabada liegt ca. 55 Kilometer nordöstlich der Provinzhauptstadt Lugo am nordöstlichen Rand der Provinz Lugo an der Grenze zur benachbarten Autonomen Gemeinschaft Asturien.
Umgeben wird Trabada von den sieben Nachbargemeinden:
| Barreiros | Ribadeo                                     |                               |
| Lourenzá  | Kompassrose, die auf Nachbargemeinden zeigt | Vegadeo (Asturien)            |
| Riotorto  | A Pontenova                                 | San Tirso de Abres (Asturien) |

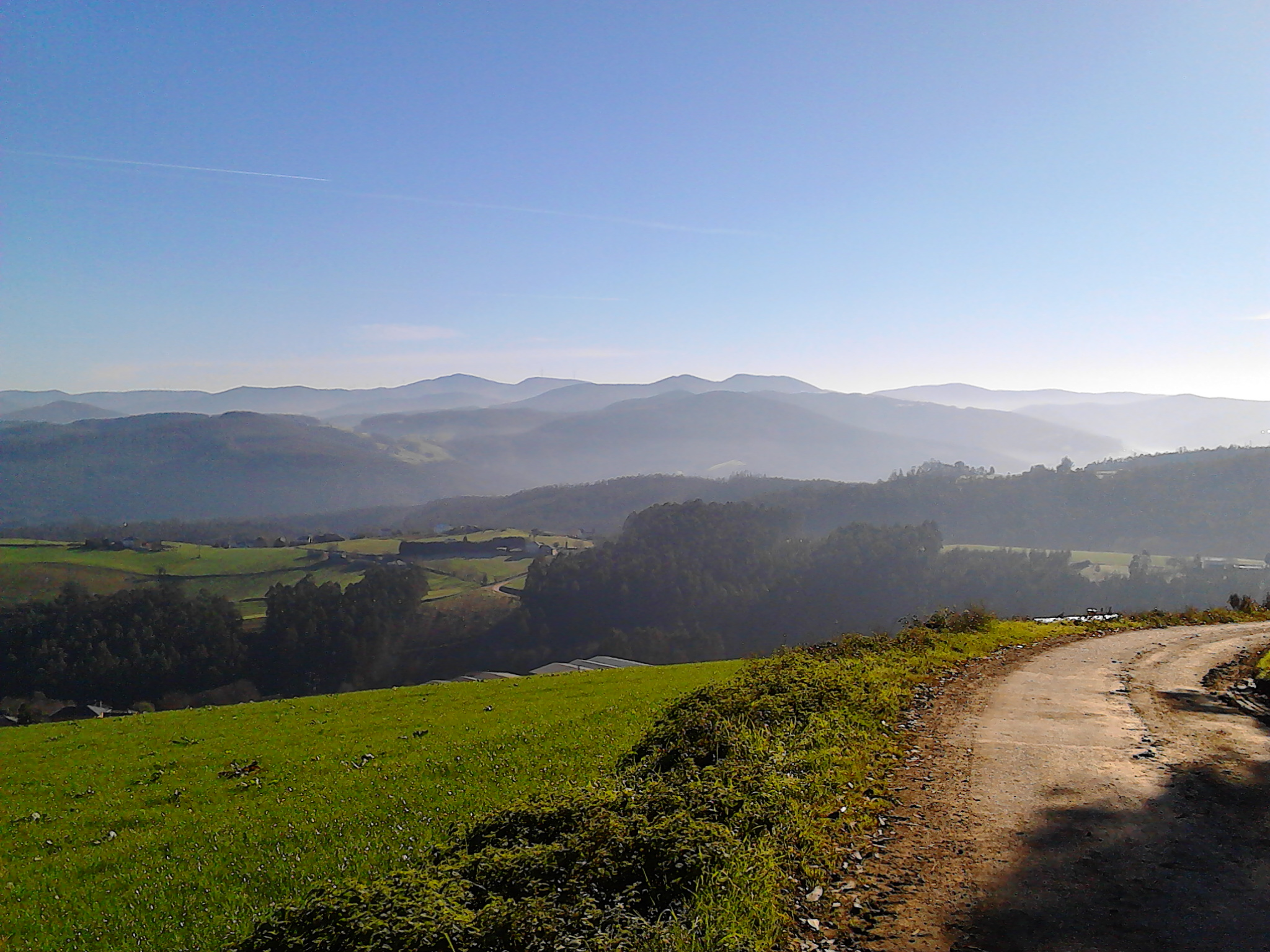
Blick auf den Monte San Fernando (508 m) und den Pico Axilde (509 m) im Nordosten von Trabada

Das Landschaftsrelief ist hügelig mit Höhen meist unter 700 m mit Ausnahme des Cerrochao (770 m) im Südwesten des Gemeindegebiets. Dieser gehört zur Serra da Cadeira an der westlichen Grenze zur Nachbargemeinde Lourenzá. Der Fluss Eo strömt von Süd nach Nord und bildet in einem Abschnitt die natürliche Grenze zu den benachbarten Gemeinden Vegadeo und San Tirso de Abres und damit zur Autonomen Gemeinschaft Asturien. Der Rego de Trabada entspringt in der Serra da Cadeira, durchfließt das Gemeindegebiet von West nach Ost und mündet kurz hinter der Grenze zu San Tirso de Abres links in den Eo. Weitere Zuflüsse des Rego de Trabada sind der Rego Trástigos und sein Nebenfluss, der Rego Moliqueiro, die ebenfalls das Gebiet der Gemeinde bewässern.

## Klima
|                        | Jan  | Feb  | Mär  | Apr  | Mai  | Jun  | Jul  | Aug  | Sep  | Okt  | Nov  | Dez |   |      |
| Mittl. Temperatur (°C) | 7,1  | 6,9  | 8,7  | 10,2 | 12,6 | 15,6 | 17,4 | 17,8 | 16,3 | 13,7 | 9,5  | 7,7 | ⌀ | 12   |
| Mittl. Tagesmax. (°C)  | 10,1 | 10,6 | 12,9 | 14,3 | 16,8 | 19,8 | 21,6 | 22,2 | 20,8 | 17,7 | 12,5 | 11  | ⌀ | 15,9 |
| Mittl. Tagesmin. (°C)  | 4,2  | 3,6  | 5    | 6,4  | 8,8  | 11,9 | 13,7 | 14,1 | 12,7 | 10,2 | 6,7  | 4,7 | ⌀ | 8,5  |
|                        |      |      |      |      |      |      |      |      |      |      |      |     |   |      |
| Niederschlag (mm)      | 121  | 100  | 101  | 118  | 109  | 72   | 52   | 66   | 78   | 125  | 141  | 120 | Σ | 1203 |
|                        |      |      |      |      |      |      |      |      |      |      |      |     |   |      |
| Sonnenstunden (h/d)    | 4,1  | 4,8  | 6,0  | 6,5  | 6,9  | 6,9  | 6,5  | 6,6  | 6,6  | 6,1  | 4,6  | 4,6 | ⌀ | 5,9  |
|                        |      |      |      |      |      |      |      |      |      |      |      |     |   |      |
| Regentage (d)          | 11   | 9    | 10   | 12   | 12   | 9    | 8    | 9    | 9    | 11   | 13   | 11  | Σ | 124  |
|                        |      |      |      |      |      |      |      |      |      |      |      |     |   |      |
| Luftfeuchtigkeit (%)   | 84   | 83   | 81   | 81   | 81   | 81   | 80   | 80   | 81   | 81   | 84   | 82  | ⌀ | 81,6 |

| 4,2 |

| 3,6 |

| 5 |

| 6,4 |

| 8,8 |

| 11,9 |

| 13,7 |

| 14,1 |

| 12,7 |

| 10,2 |

| 6,7 |

| 4,7 |

| 4,2 |

| 3,6 |

| 5 |

| 6,4 |

| 8,8 |

| 11,9 |

| 13,7 |

| 14,1 |

| 12,7 |

| 10,2 |

| 6,7 |

| 4,7 |

Das Klima zeichnet sich durch mäßig warme Sommer und milde Winter aus. Es herrscht ganzjährig eine hohe Luftfeuchtigkeit zwischen 80 % und 84 %. 42 % der Niederschläge fallen in den vier Monaten Oktober bis Januar. Der November ist der feuchteste Monat des Jahres und fast dreimal so niederschlagsreich wie der Juli, der trockenste Monat des Jahres. Das Klima ist als Ozeanklima (Cfb-Klima) nach Köppen und Geiger klassifiziert.

### Wappen
Das Stadtwappen erinnert an den Abt Sperautano, den berühmten Bürgermeister und Guerillakämpfer Díaz de la Rocha, die Flüsse, die die Gemeinde bewässern und ihren Lachsreichtum.
Die Burg ist die Hauptfigur des Wappens des Díaz de la Rocha. Sie erinnert an Don Melchor und die Leistung, die er mit den Bauern von Valboa, Sante und Vidal vollbrachte, indem er im Unabhängigkeitskrieg den Kampf gegen die französischen Invasoren anführte. Der Krummstab symbolisiert den Abt Sperautano und sein einfaches Kloster. Der „Calzado“, die typische Teilung in der alten spanischen Heraldik, mit den blauen und weißen Wellen, stellt das Wasser der Flüsse dar. Schließlich erinnern Lachse an diejenigen, die die Gewässer des Eo-Flusses bevölkern.

## Bevölkerungsentwicklung der Gemeinde
Quelle: INE-Archiv – grafische Aufarbeitung für Wikipedia
Nach einem Anwachsen der Gemeindegröße auf fast 3900 Einwohner im ausgehenden 19. Jahrhundert sank die Zahl der Bevölkerung in der Folgezeit stetig bis unter 1500.
| Männer | Alterstufe | Frauen |
| ------ | ---------- | ------ |
| 0      | 100+       | 1      |
| 1      | 95–99      | 6      |
| 10     | 90–94      | 21     |
| 28     | 85–89      | 52     |
| 24     | 80–84      | 46     |
| 36     | 75–79      | 45     |
| 29     | 70–74      | 45     |
| 55     | 65–69      | 45     |
| 44     | 60–64      | 59     |
| 42     | 55–59      | 38     |
| 37     | 50–54      | 35     |
| 46     | 45–49      | 30     |
| 41     | 40–44      | 41     |
| 32     | 35–39      | 17     |
| 16     | 30–34      | 19     |
| 24     | 25–29      | 14     |
| 22     | 20–24      | 11     |
| 16     | 15–19      | 14     |
| 13     | 10–14      | 15     |
| 13     | 5–9        | 9      |
| 9      | 0–4        | 13     |

Am 1. Januar 2021 waren ca. 51 % der Bevölkerung (57 % der Männer, 46 % der Frauen) im erwerbsfähigen Alter (20–64), während dieser Wert für ganz Spanien ca. 61 % betrug.
Eine erhebliche Überalterung der Bevölkerung der Gemeinde zeigt folgende Tabelle, bei der das Verhältnis von Gruppen von älteren Personen mit Gruppen von Personen der jüngeren Generation verglichen wird:
| Alter | Anzahl Personen | Alter | Anzahl Personen | Provinz | Galicien | Spanien |
| ----- | --------------- | ----- | --------------- | ------- | -------- | ------- |
| 60–64 | 100             | 20–24 | 32              | 49      | 58       | 79      |
| 55–59 | 100             | 15–19 | 38              | 45      | 57       | 71      |
| 50–54 | 100             | 10–14 | 39              | 47      | 56       | 68      |

## Gemeindegliederung
Die Gemeinde Trabada ist in acht Parroquias gegliedert:
| Parroquias     | Patrozinium          | Einwohner 2024 | Fläche km² | Dichte Einw./km² | Höhe msnm | Ortskennzahl |
| -------------- | -------------------- | -------------- | ---------- | ---------------- | --------- | ------------ |
| A Fórnea       | Santo Estevo         | 82             | 3,04       | 27               | 320       | 27061020000  |
| A Ría de Abres | Santiago             | 142            | 4,00       | 36               | 19        | 27061030000  |
| Sante          | San Xiao             | 218            | 12,37      | 18               | 121       | 27061040000  |
| Trabada        | Santa María          | 420            | 29,50      | 14               | 190       | 27061050000  |
| A Valboa       | Santa María Madanela | 95             | 7,67       | 12               | 125       | 27061010000  |
| Vidal          | San Mateo            | 45             | 5,76       | 8                | 214       | 27061060000  |
| Vilaformán     | San Xoán             | 53             | 9,67       | 5                | 124       | 27061070000  |
| Vilapena       | Santiago             | 52             | 10,64      | 5                | 313       | 27061080000  |

Der Hauptort der Gemeinde, Trabada, befindet sich in der gleichnamigen Parroquia im Zentrum des Gemeindegebiets.

## Geschichte

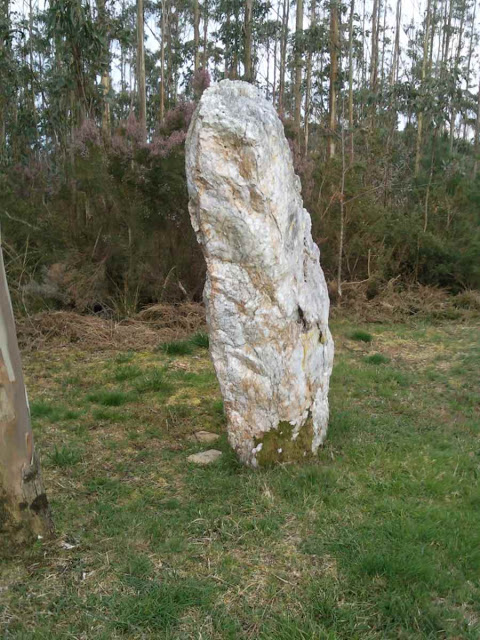
Menhir O Marco da Pena Verde

Trabada, das alte „Tabulata“, wird im ältesten erhaltenen Dokument Spaniens erwähnt. In dieser Urkunde, die im Archiv der Kathedrale von León aufbewahrt wird und auf den 23. August 775 datiert ist, schenkte König Silo Land, das zur königlichen Domäne gehörte und zwischen den Flüssen Eo und Masma lag, damit dort ein Gebetsort oder Kloster errichtet werden konnte.
Die Schenkung, fest und unwiderruflich an eine Gruppe von Brüdern und Dienern Gottes, wäre erfolgt, sagte der König, durch „unseren treuen Abt Esperautano, damit ihr in der Kirche, die dort gebaut wird, für meine Seele betet“. In diesen Ländereien wurde ein Kloster gegründet, das unter dem Namen San Martín de Esperautano bekannt war, von dem es heute jedoch keine bekannten Überreste gibt.
Innerhalb des historischen Erbes sind die Castros in den Parroquias Trabada, Sante und Vidal sowie verschiedene Gräber hervorzuheben, die im gesamten Gemeindegebiet verstreut sind, bis heute nicht ausgegraben wurden und eine vorrömische Vergangenheit bezeugen. Der Menhir von O Marco da Pena Verde wird in der Urkunde von König Silo erwähnt.
Anlässlich des Unabhängigkeitskrieges kam es in den ersten beiden Januartagen des Jahres 1809 zur Invasion der Franzosen in die galicischen Länder. In der Comarca A Mariña Oriental waren die Gemeinden Ribadeo und Trabada die Protagonisten, wo der berühmte Bürgermeister Melchor Díaz de la Rocha dem französischen General François Fournier-Sarlovèse und seinen Truppen hartnäckigen Widerstand leistete. Nach der Gründung der Junta de Defensa de Ribadeo (deutsch Rat der Verteidigung Ribadeos) im Jahr 1808 mit einer Militärgarnison von 25 Soldaten drangen die napoleonischen Truppen am 25. Januar 1809 ohne Widerstand in Ribadeo ein und forderten von den umliegenden Dörfern eine große Menge Lebensmittel. Es waren 150 Männer, die der französische General aus der bereits eroberten Gemeinde Mondoñedo nach Ribadeo schickte. Angesichts dieser Misshandlungen reagierte der Bürgermeister der Parroquia Sante, indem er die Einwohner von Sante, Vidal, Vilaosende, Cedofeita, Valboa und Couxela aufforderte, sich den Forderungen der Franzosen zu widersetzen und sich zur Verteidigung ihrer Familien, ihrer Bauernhöfe und ihres Landes zu bewaffnen. So erschien Díaz de la Rocha am 29. Januar 1809 mit 300 mit Schrotflinten und Sicheln bewaffneten Gemeindemitgliedern vor den Franzosen. Bereit, die Straße zwischen Mondoñedo und Ribadeo, bekannt als Nosa Señora da Ponte, zu verteidigen, fügten sie dem Feind am ersten Tag den Verlust von fünf Männern und drei Pferden zu. In den folgenden Tagen konnten die Gemeindemitglieder den Rückzug der französischen Armee in Richtung Mondoñedo erzwingen, die insgesamt 60 Soldaten und 25 Pferde verlor. Fournier wartete unterdessen in Mondoñedo auf die Ankunft von Verstärkungen aus Lugo und Ferrol. Nachdem die Franzosen sie erhalten hatten, marschierten sie endgültig in Ribadeo ein.
Trotz des anfänglichen Erfolgs der Militärkampagne gingen die Kämpfe nicht wie erwartet weiter. Die fehlende Unterstützung durch die Räte von Asturien, Ribadeo und Mondoñedo führte dazu, dass das kurze und improvisierte Unternehmen an Meinungsverschiedenheiten zwischen den für die Verteidigung zuständigen Behörden scheiterte. Trotzdem gab der Bürgermeister von Sante den Kampf auf und flüchtete für mehrere Jahre nach A Coruña. Trotz des Scheiterns dieser Schlacht bewirkten Ereignisse wie diese, dass sich die französische Armee sechs Monate später nach Astorga zurückzog und die galicischen Ländereien endgültig aufgaben. In Erinnerung an diese Leistung wird alljährlich am Pfingstmontag im gleichnamigen Viertel der Parroquia Arante der Gemeinde Ribadeo das Fest der Nosa Señora da Ponte begangen.
Die Parroquias, die heute die Gemeinde Trabada bilden, waren Teil mehrerer Gerichtsbarkeiten, die im Alten Regime zur aufgelösten Provinz Mondoñedo gehörten. Zu Beginn des 19. Jahrhunderts wurden drei Gemeinden gegründet, Sante, Trabada und Vilaformán. 1840 fusionierten sie zu Sante, das ab 1841 in Trabada umbenannt wurde.

Logo des Jakobswegs

## Jakobsweg
Durch Trabada führt der Jakobsweg mit einer Variante des Camino de la Costa von Vegadeo kommend und nach Lourenzá fortsetzend.

## Sehenswürdigkeiten
Alte Adelslinien des Landes, Rochas, Pardos, Montenegros, Aguiares, Aenlles, Barreras, Mirandas, Oyas, Regos, bauten ihre angestammten Häuser auf diesem Land. Von diesen sind einige noch in besserem, andere in schlechterem Zustand erhalten. Sie zeigen uns heute die Wappen dieser Linien. Die ältesten, mit einem schönen Renaissancestil, stammen aus dem 16. Jahrhundert. Unter diesen sind drei zu erwähnen:
- das Haus Rigoio in Sante mit reinen Wappen des Díaz de la Rocha,
- das Herrenhaus und der Turm von Terrafeita in Santa María de Trabada, das auf seinem von einem Lorbeerkranz umgebenen Schild die Embleme der Familien Rocha, Aguiar und Pardo trägt und
- die Einsiedelei von San Martiño in Ría de Abres, die 1585 von Don Pedro de Miranda y Villar und seiner Frau María Osorio geschaffen wurde und das Wappen der asturischen Villars, Osorio, Miranda und Aguiar trägt.

Zwei weitere Häuser stammen wahrscheinlich aus dem 17. Jahrhundert:
- das Hause namens „Monasterio“ in der Parroquia Sante mit Wappen der Rocha, Baamonde, Luaces, Moscoso und anderer nicht identifizierter Familien und
- das Haus Boca de Canle in Ría de Sie öffnen mit Wappen der Rocha, Baamonde und Miranda.

Zu erwähnen sind auch die Villen von Vinxoi in der Parroquia Valboa und die von Saavedra in Parroquia Vilapena.
Im Hinblick auf Sakralbauten sind hervorzuheben die Kirchen von Sante, eine der ältesten aus dem 16. Jahrhundert mit Umbauten aus dem 18. Jahrhundert, und die Kirche von Vilapena, die in ihrer Hauptkapelle und im linken Kirchenschiff ein kürzlich restauriertes barockes Altarbild besitzt zusammen mit einem anderen aus dem 16. Jahrhundert. Die Pfarrkirche von Valboa, die 1923 renoviert wurde, bewahrt zwei Seitenaltarbilder aus dem 17. Jahrhundert und die Kirche von Vilaformán ein weiteres aus dem Jahr 1735. Die Steinskulptur von San Antón verdient ebenfalls eine Erwähnung, zusammen mit dem ebenfalls kürzlich restaurierten Hauptaltar in der Kapelle von Vilafernando und dem Vortragekreuz und der Darstellung der Unbefleckten Empfängnis, das die Kirche von Trabada beherbergt.

## Wirtschaft
| Ackerbau, Viehzucht und Fischerei                                                  | 098 | 026,63 |
| Industrie                                                                          | 048 | 013,04 |
| Bauwirtschaft                                                                      | 040 | 010,87 |
| Dienstleistungsbetriebe                                                            | 182 | 049,46 |
| Total                                                                              | 368 | 100,00 |
| * Daten aus dem Statistischen Amt für Wirtschaftliche Entwicklung in Galicien, IGE |     |        |

## Verkehr
Die Nationalstraße N-640 durchquert das Gebiet der Gemeinde parallel und nahe der östlichen Grenze zu den östlichen Nachbargemeinden Vegadeo und San Tirso de Abres und führt nach Norden in Richtung Küste bei Ribadeo und im Süden in die Provinzhauptstadt Lugo.
Eine weitere übergeordnete Straße ist die Provinzstraße LU-132. Sie durchquert das gesamte Gemeindegebiet in Ost-West-Richtung und verbindet Trabada im Westen mit der Gemeinde Lourenzá, im Osten mit Vegadeo.